# Pierre Boulle
Pierre-François-Marie-Louis Boulle (Avignone, 20 febbraio 1912 – Parigi, 30 gennaio 1994) è stato uno scrittore, agente segreto e ingegnere francese, famoso soprattutto per i romanzi Il ponte sul fiume Kwai e Il pianeta delle scimmie.

## Biografia
Studiò Ingegneria all'École supérieure d'électricité, laureandosi nel 1933. Tra il 1936 ed il 1939 lavorò come tecnico nelle piantagioni di gomma della Malaysia. All'inizio della seconda guerra mondiale, Boulle si arruolò con l'esercito francese in Indocina e dopo l'occupazione della Francia da parte delle truppe tedesche, si arruolò con la Missione della Francia Libera a Singapore.
Fu impiegato come agente segreto con il nome di Peter John Rule ed aiutò i movimenti di resistenza in Cina, Birmania e nell'Indocina Francese. Nel 1943 fu catturato da militari della Francia di Vichy lungo il Mekong. Durante la prigionia fu sottoposto a pesanti restrizioni e al lavoro forzato. Dopo la guerra, fu fatto ufficiale della Legion d'onore e decorato con la Croce di Guerra e la Medaglia della Resistenza.
Per un breve periodo dopo la guerra ritornò al precedente lavoro presso l'industria della gomma, ma successivamente fece ritorno a Parigi, dove iniziò a scrivere. Sfruttando le sue esperienze di guerra, scrisse Il ponte sul fiume Kwai, che divenne in breve tempo un bestseller a livello mondiale e in Francia vinse il Prix Sainte-Beuve. Il libro narra la storia di un gruppo di prigionieri di guerra inglesi, costretti a costruire la cosiddetta "Ferrovia della morte", una ferrovia di 415 km, voluta dai giapponesi per collegare Bangkok con il confine birmano. Nella realtà 16.000 prigionieri e 100.000 asiatici morirono durante la costruzione dell'opera, a causa delle massacranti condizioni di lavoro e delle sevizie delle truppe giapponesi. Il protagonista del libro, il tenente colonnello Nicholson non era ispirato dal "reale" ufficiale superiore inglese presente presso il ponte (Philip Toosey), ma, a dire dello stesso Boulle, era un amalgama di vari ufficiali francesi collaborazionisti da lui conosciuti.
David Lean successivamente diresse il film derivato dal romanzo, che nel 1958 vinse sette premi Oscar, tra i quali quello di miglior film e un Oscar alla migliore sceneggiatura non originale a Boulle, oltre a vari altri premi.
Nel 1963, facendo seguito a diversi altri romanzi di discreto successo, Pierre Boulle scrisse l'altro suo romanzo famoso, Il pianeta delle scimmie, pubblicato inizialmente in Francia col titolo di La Planète des Singes. Nel 1968 anche questo romanzo venne trasposto in un film omonimo, premiato con un Oscar, con protagonista Charlton Heston, diretto da Franklin J. Schaffner.
Muore a Parigi il 30 gennaio 1994, all'età di 81 anni.

## Temi trattati nelle sue opere

### La relatività del bene e del male
Pierre Boulle, un autore condannato in Italia a un inspiegabile oblio, dal momento che in altri paesi i suoi libri continuano a essere dei best seller, che il cinema continua a vedere come ispirazione, le cui tematiche che aveva a cuore restano di stringente attualità. Insieme a Jules Verne, è l'autore di fantascienza francese più letto nel mondo, eppure, come scrive Scaraffia che ha curato l'introduzione all'edizione italiana de Il Buon Leviatano, è "assente dalle cronache letterarie del Novecento". Tema centrale della sua narrazione è la perenne complementarità fra Bene e Male, e proprio l'incapacità di fare una distinzione assoluta tra di essi rende i personaggi di Boulle appassionanti e per nulla banali. Come lo sconosciuto del racconto Il santo enigmatico (in Storie caritatevoli, 1965), la cui apparente misericordia per i lebbrosi nasconde in realtà una feroce perfidia), o l'abate Jerville del romanzo A noi due satana!, esorcista alle prese con un difficile caso di possessione diabolica che proprio dal duello contro il Maligno uscirà con conseguenze irreparabili per la sua personalità e per il suo fisico. Tra il bene e il male è anche la gigantesca petroliera de Il Buon Leviatano. Scrive Boulle sulla nota di copertina della prima edizione del 1978: «Un mostro doppiamente letale, che porta a spasso sui mari l'aborrito pericolo atomico assieme al potenziale d'una catastrofica marea nera: tale si presenta agli occhi degli ecologisti in allarme la gigantesca petroliera a propulsione nucleare Gargantua, da essi ben presto ribattezzata Leviatano. Eppure questa creatura infernale si rivelerà doppiamente benefica: innanzitutto per le evidenti - pur se insospettabili - virtù della disintegrazione nucleare, poi per una imprevedibile proprietà del viscoso veleno racchiuso nelle sue viscere. Che gli ecologisti umili e sinceri mi perdonino! Questo libro se la prende solo con chi pratica il gusto cieco ed eccessivo della moda e soprattutto è incapace di concepire una possibile relatività del Bene e del Male».

### L'involuzione umana
Ne Il pianeta delle scimmie  Pierre Boulle si fa beffe del raziocinio umano riconducendo l'uomo ad una dimensione animale dove la logica viene sostituita dal terrore, quello specificatamente animale. Boulle, con sottile ironia, con raffinata classe crousoiana, descrive gli uomini vittime dei loro propri istinti più bassi, quelli animali, istinti che non riescono a soffocare quando il pericolo minaccia la loro esistenza, quindi loro stessi intesi come specie predominante.
«Ciò che sta avvenendo era da prevedersi. Una pigrizia mentale si è impadronita di noi. Niente più libri; perfino i romanzi polizieschi sono divenuti una fatica intellettuale troppo grande. Niente più giochi, a malapena qualche solitario. Nemmeno il cinema per ragazzi ci alletta più. E intanto le scimmie meditano, in silenzio. Il loro cervello si sviluppa nella riflessione solitaria… e parlano… Noi siamo rimasti qui, al nostro posto, soprattutto per pigrizia. Dormiamo, siamo incapaci di organizzarci per la resistenza… Aiuto! sono loro, sono le scimmie! sta arrivando il loro esercito: non brandiscono che delle fruste!». Geniale Pierre Boulle che senza scadere nella volgarità ci descrive l'uomo, l'essere umano, con tutte le sue pecche. 

## Opere

### Romanzi
- William Conrad (Julliard, 1950); ed. it. William Conrad, Liberilibri, Macerata 2010
- Le Sacrilège malais (Julliard, 1951)
- Il ponte sul fiume Kwai (Le Pont de la rivière Kwaï, Julliard, 1952) - Prix Sainte-Beuve 1952
- La Face (Julliard, 1953); ed. it. La faccia o Il procuratore di Bergerane, Liberilibri, Macerata 2008
- Le Bourreau (Julliard, 1954); ed. it. Il boia, Liberilibri, Macerata 2009
- L'Épreuve des hommes blancs (Julliard, 1955)
- Les Voies du salut (Julliard, 1958)
- Un métier de seigneur (Julliard, 1960)
- Il pianeta delle scimmie (La Planète des singes, Julliard, 1963)
- Le Jardin de Kanashima (Julliard, 1964)
- Le Photographe (Julliard, 1967)
- In quel memorabile giorno (Les Jeux de l'esprit, Julliard, 1971)
- Le orecchie della giungla (Les Oreilles de jungle, Flammarion, 1972)
- Les Vertus de l'enfer (Flammarion, 1974)
- Le Bon léviatan (Julliard, 1977); ed. it. Il Buon Leviatano, Liberilibri, Macerata 2008
- Les Coulisses du ciel (Julliard, 1979)
- L'Énergie du désespoir (Julliard, 1981)
- Miroitements (Flammarion, 1982)
- La Baleine des Malouines (Julliard, 1983)
- Pour l'amour de l'art (Julliard, 1985)
- Le Professeur Mortimer (Éditions de Fallois, 1988)
- Le Malheur des uns... (Éditions de Fallois, 1990)
- À nous deux Satan (Julliard, 1992); ed. it. A noi due, Satana!, Liberilibri, Macerata 2008
- L'Archéologue et le mystère de Néfertiti (Le Cherche-Midi, 2005) - opera postuma

### Resoconti
- Aux sources de la rivière Kwaï (Julliard, 1966)
- L'Ilon, souvenirs (Éditions de Fallois, 1990) - romanzo autobiografico

### Raccolte di racconti
- Racconti dell'assurdo (Contes de l'absurde, Julliard, 1953 - Grand Prix de la nouvelle (Prix littéraire d'Évian 1953); e E=mc², Julliard, 1957)
  - Contiene: L'allucinazione (L'Hallucination); Une nuit interminable ; Il peso di un sonetto (Le Poids d'un sonnet); Le Règne des sages ; Le Parfait robot, I Lunesi (Les Luniens); L'Amour et la pesanteur ; Le Miracle ; E=mc² ou le roman d'une idée
- Un étrange évènement (Éditions Florentin Mouret, 1957)
- Racconti (da Racconti dell'assurdo, Storie caritatevoli, Quia absurdum) ed.it. Liberilibri, Macerata, 2011
- Histoires charitables (Julliard, 1965)
  - Contiene: Le Saint énigmatique ; L'Homme qui ramassait les épingles ; Histoire du bon petit écrivain ; L'Arme diabolique ; Le Compte à rebours ; L'Homme qui haïssait les machines
- Quia absurdum: sur la Terre comme au Ciel (Julliard, 1970)
  - Contiene: Son Dernier Combat ; Le Plombier ; Interférences ; L'Affût au Canard ; Quand le Serpent échoua ; Les Lieux Saints ; Le Cœur et la Galaxie
- Histoires Perfides (Flammarion, 1976); ed. it. Storie perfide, Liberilibri, Macerata, 2008
  - Contiene: La Grâce Royale ; Le Palais Merveilleux de la Petite Ville ; Les Lois ; Les Limites de l'endurance ; Service Compassion ; L'Angélique Monsieur Edyh
- L'Enlèvement de l'Obélisque (Le Cherche midi, 2007) - Œuvre posthume
  - Contiene: L'Enlèvement de l'Obélisque ; Un étrange événement ; Le Message chiffré ; Une mort suspecte ; Le 1er avril ; Le Coupable ; La Croisière de l'Alligator

### Romanzi brevi
- Un étrange événement (Florentin Mouret éditeur, 1957). Pour F.M. & ses amis. In-12 broché. Tiratura unica a 142 esemplari.

### Saggi
- L'Étrange croisade de l'empereur Frédéric II (Flammarion, 1968)
- L'Univers ondoyant (Julliard, 1987)

### Drammi teatrali
- William Conrad: pièce en quatre actes. L'Avant-scène théâtre, 1er février 1962, p. 8-36. Adattamento dell'autore del proprio romanzo.
- William Conrad trad.it. Liberilibri, Macerata, 2010